# St. Charles (Idaho)
St. Charles is een plaats (city) in de Amerikaanse staat Idaho, en valt bestuurlijk gezien onder Bear Lake County. St. Charles is in mei 1864 gesticht, door Mormoonse pioniers.

## Demografie
Bij de volkstelling in 2000 werd het aantal inwoners vastgesteld op 156.

## Geografie
Volgens het United States Census Bureau beslaat de plaats een oppervlakte van
1,6 km², geheel bestaande uit land.

## Plaatsen in de nabije omgeving
De onderstaande figuur toont nabijgelegen plaatsen in een straal van 36 km rond St. Charles.